# ایبریایی‌ها

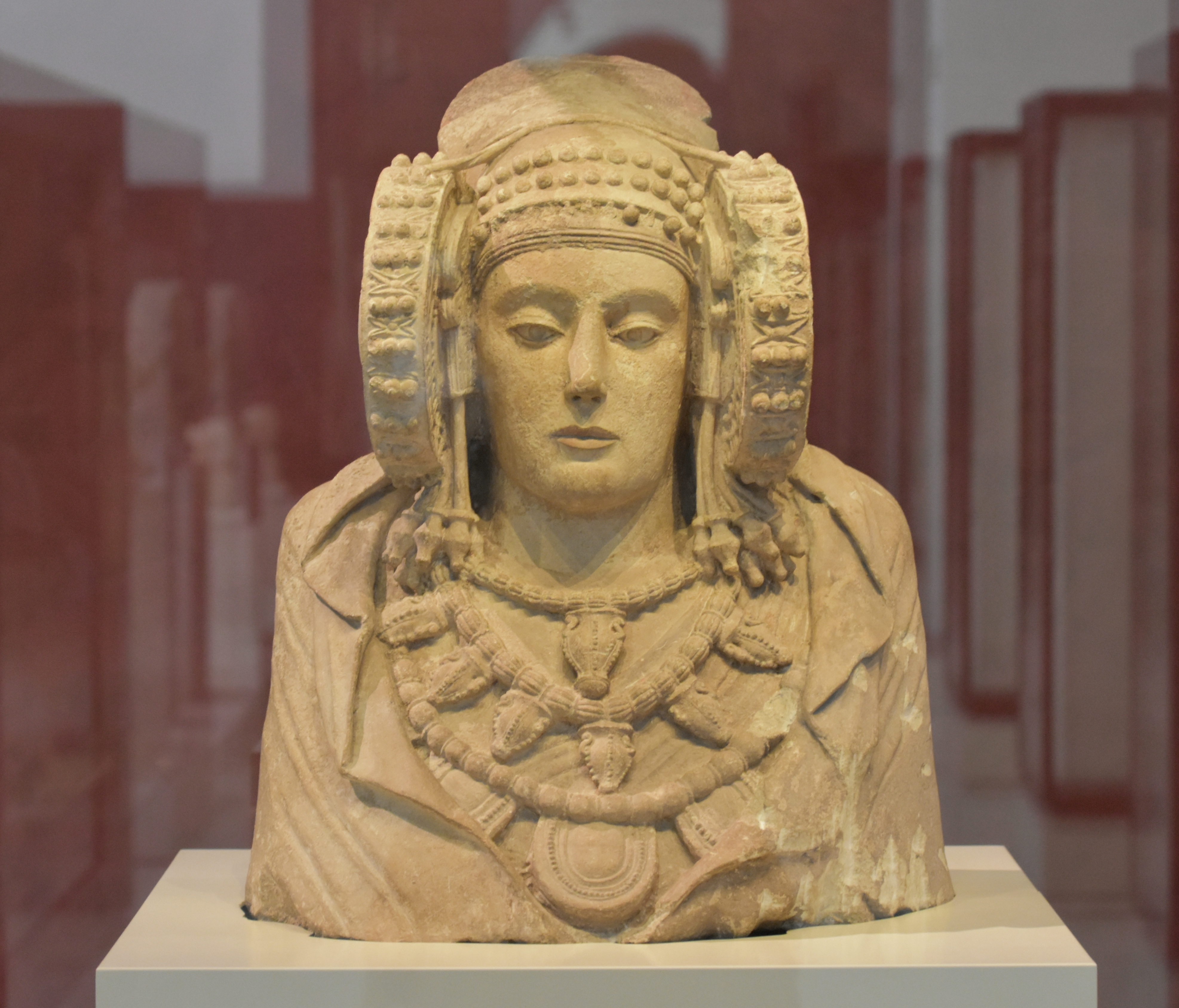
این مجستمه بانوی Elx در قرن چهارم قبل از میلاد است که در آلیکانته اسپانیا یافته شده.

ایبریایی‌ها (لاتین: Hibērī و یونانی: Ίβηρες) مجموعه‌ای از مردمانی بودند که توسط منابع یونانی و رومی (من جمله هکاتئوس، آوینئوس، هرودوت و استرابون) شناسایی شده‌اند و گفته شده در شرق و جنوب سواحل شبه جزیره ایبری حداقل از قرن ۶ قبل از میلاد می‌زیستند. همچنین منابع رومی از لفظ Hispani برای توصیف ایبریایی‌ها استفاده کرده‌اند.
اصطلاح ایبریایی به دو معنا در عهد باستان استفاده شده. اولی به عنوانی دربرگیرندهٔ تمامی ساکنین منطقه بدون توجه به قومیت آنان (شامل هندو-اروپاییان و سلت و غیرسلتی و...). دیگری اشاره‌ای است به قومیتی خاصی که از قرن ششم پیش از میلاد در گوشه‌هایی از ایبری تحت تأثیر فرهنگ‌های فنیقی‌ها و یونانی‌ها وجود داشته. این‌ها به زبان ایبری صحبت می‌کردند و نژادی غیرهندو اروپایی داشتند.

## وضعیت جغرافیایی

نقشه قبایل شبه جزیره ایبری که ۲۰۰ سال قبل از میلاد توسط لوئیس فرگا کشیده شده

ایبریاییان ساکن امتداد شرق و جنوب مناطق ساحلی ایبری بودند که مربوط به شمال غرب سواحل دریای مدیترانه است و تقریباً امروزه شامل کاتالونیا، شرق، شمال شرقی و شمال آراگون و بخش خودمختار والنسیا و مورسیا شمال آندلس و جزایر بالئاری (در اسپانیا) و همچنین Roussillon و بخش‌هایی از لانگداک (در فرانسه) می‌گردد. ایربیایی‌ها خود از اقوام متعددی تشکیل می‌شدند.

## فرهنگ

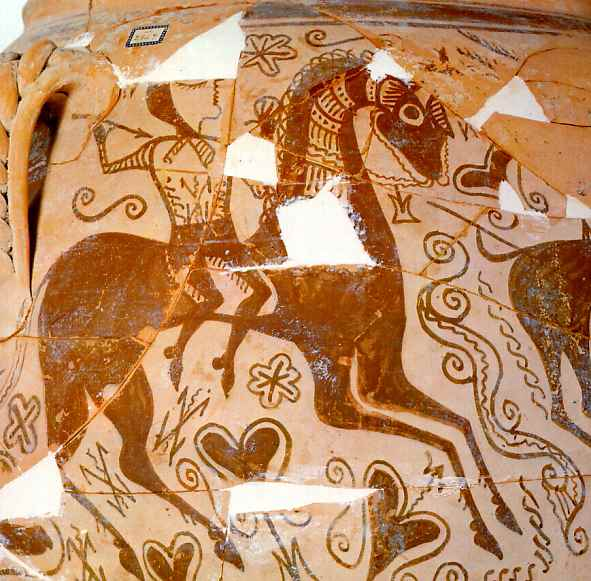
اسب سوار اهل ایبری روی سفال، آلیکانته.

جامعه ایبری تقسیم شده بود از طبقات مختلف اجتماعی از جمله پادشاهان یا شاهزادگان (به لاتین: "regulus"), اشراف، کشیش، صنعتگران و بردگان. اشراف ایبری اغلب به نام "سناً در منابع کهن آورده شدند که در شورای اشراف حضور داشتند.

## زبان

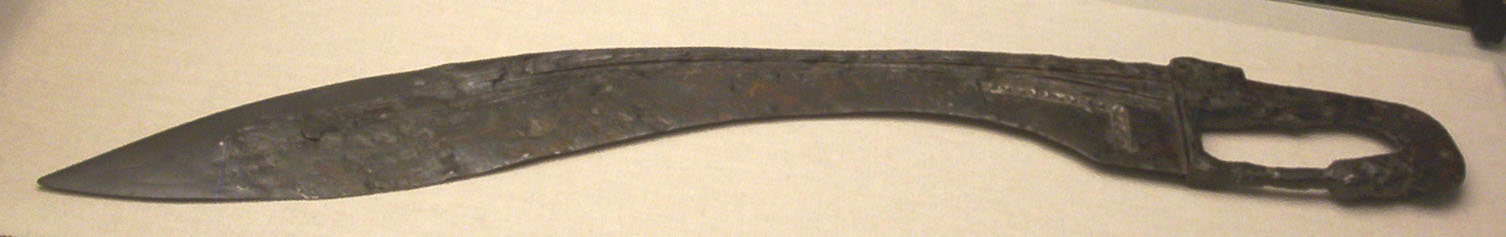
فالکاتای ایبریایی(Iberian falcata). تیغه آن با نقوش نقره‌ای مزین بوده است.

زبان ایبریایی مانند سایر زبان های بومیان اسپانیا منقرض شده و به رفته رفته جای خود را به زبان لاتینی داده است. بین زبان مساپیک و ایبریایی تشابهاتی یافت شده ولی این زبان تاکنون در طبقه‌بندی خاصی قرار نگرفته است. ایبری اشتراک‌هایی با زبان باسکی نیز دارد. همچنین ارتباطاتی با زبان اتروسک نیز داشته است.